# Сан Квирико (Пескара)
Сан Квирико (итал. San Quirico) је насеље у Италији у округу Пескара, региону Абруцо.
Према процени из 2011. у насељу је живело 110 становника. Насеље се налази на надморској висини од 362 м.